# Pierre-Adolphe Badin
Pour les articles homonymes, voir Badin.
 (décembre 2018).
Pierre-Adolphe Badin est un peintre français, administrateur de la manufacture des Gobelins, né à Auxerre le 28 juillet 1805 et mort à Paris le 19 avril 1876.

## Biographie
Il naît le 28 juillet 1805 (9 thermidor an XIII) à Auxerre, fils de Edme Pierre Badin, huissier à Auxerre et de Marie-Anne Leblanc.
Elève de l'École des beaux-arts de Paris dans l'atelier de François-Édouard Picot en 1826, il expose au Salon de Paris à partir de 1833.
Il épouse le 21 novembre 1844 à Paris Julie Roth dont il a Jules Badin (1843-1919). 
Il participe à la décoration du château de Saint-Cloud en peignant sur les voussures du salon d'Orléans à la demande de Louis-Philippe Ier les portraits de Louis XIII et de Louis d'Orléans.
Après la révolution de février 1848, un décret du Gouvernement provisoire pris le 5 mars a rattaché la manufacture de Beauvais ainsi que celles des Gobelins et de Sèvres au ministère de l'Agriculture et du Commerce. Quelques jours plus tard, par mesure d'économie, la manufacture de Beauvais est placée sous la direction de l'administrateur des Gobelins. Pierre-Adolphe Badin a été administrateur de la manufacture des Gobelins et de la manufacture de Beauvais entre 1848 et 1850 quand elles dépendent alors du budget de l'État. Il est ensuite remplacé pour la direction de la manufacture des Gobelins rattachée à la Liste civile de l'empereur Napoléon III par Adrien-Léon Lacordaire jusqu'à sa révocation, le 16 mai 1860. Très en faveur auprès de l'impératrice Eugénie, il retrouve alors la direction des deux manufactures jusqu'à la chute du Second empire en 1870, puis de la seule manufacture de Beauvais. Son fils lui a ensuite succédé en 1882 jusqu'en 1913.

## Généalogie
- Edme-Pierre Badin (1876), huissier, marié à Marie-Anne Leblanc[2]
  - Pierre-Adolphe Badin (1805-1876) marié le 21 novembre 1844 à Paris à Julie Roth
    - Jean Ernest Jules Badin (1843-1919), marié en 1873 à Marguerite Dieterle (1853-1940), fille de Jules-Pierre-Michel Dieterle[5]
      - Émilie Badin (1880-1920)
      - Marguerite-Aimée Badin (1882-1972),
      - Béatrice Badin (1888-1976), mariée en 1918 avec Lucien Taffin de Givenchy (1888-1930),
        - Jean-Claude Taffin de Givenchy (1925)
        - Hubert de Givenchy (1927-2018)[6]

      - Jacques Badin (1894-1972).

## Œuvres

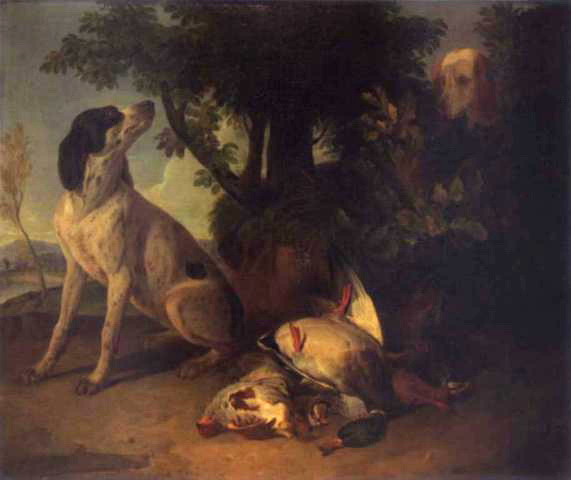
Chiens devant un trophée de chasse, localisation inconnue.

- Mendiant s'abritant contre la tempête, Salon de 1833, localisation inconnue.
- Indien avec un singe, 1833, localisation inconnue.
- Les pauves enfans, 1833, localisation inconnue[7].
- Scène d'invasion (1814), 1834, localisation inconnue.-
- Wouwermans, peintre flamand, 1834, localisation inconnue.
- Portrait de M. Raimond Voizel, 1834, localisation inconnue[8].
- Sébastien Bourdon, 1835, localisation inconnue.
- L'Aumône, 1835, localisation inconnue.
- Les petits volontaires, 1835, localisation inconnue[9].
- Portrait de Jules B., 1836, localisation inconnue.
- Le Retour de la pêche, 1838, localisation inconnue.
- Le gros temps, 1838, localisation inconnue.
- Le Vœu, 1838, localisation inconnue.
- Sujet tiré de Walter Scott, 1838, localisation inconnue.
- Costumes marins, 1838, localisation inconnue.
- Le Médecin de campagne, 1839, médaille de 3e classe, localisation inconnue.
- Portraits des enfans de M. J. B., 1839, localisation inconnue.
- Portrait de Mme de Boinville, 1839, localisation inconnue[10].
- Saint Germain, évêque d'Auxerre, 1844, localisation inconnue.
- Défense de Saint-Jean-de-Losne (1636), 1847, localisation inconnue[11].
- Prédication de saint Dominique, miracle des gerbes, Salon de 1848, collégiale Saint-Vincent de Montréal, sous la tribune d'orgue[12].
- Portrait de M. Bocher, 1848, localisation inconnue.
- Chiens devant un trophée de chasse, localisation inconnue.

## Distinctions
- Officier de la Légion d'honneur (1855)[13]. Nommé chevalier de la Légion d'honneur en 1849.